# Kevin Mitchell
Kevin Danyelle Mitchell (Harrisburg, 1º gennaio 1971 – Ashburn, 30 aprile 2007) è stato un giocatore di football americano statunitense che ha militato nel ruolo di linebacker per dieci stagioni nella National Football League (NFL). Fu scelto nel corso del secondo giro (53º assoluto) del Draft NFL 1994 dai San Francisco 49ers. Al college ha giocato a football a Syracuse.

## Carriera
Mitchell fu scelto nel Draft 1994 dai San Francisco 49ers nel corso del secondo giro, vincendo il Super Bowl XXIX contro i San Diego Chargers nella sua stagione da rookie. Dopo altre tre stagioni coi 49ers passò ai New Orleans Saints nella stagione 1998. Si unì ai Washington Redskins nel 2000 e con essi nel 2001 disputò la sua miglior stagione quando mise a segno 81 tackle, 2 sack e un fumble forzato in 13 partite. Con i Redskins rimase fino alla fine della carriera, avvenuta dopo la stagione 2003.

## Morte
Il 30 aprile 2007, Mitchell fu trovato morto nel sonno ad Ashburn, in Virginia. Secondo un'autopsia preliminare, morì per un grave infarto.
Amici e familiari vicini al giocatore, hanno affermato che la causa della morte è legata all'apnea notturna.

## Palmarès
- Super Bowl : 1

San Francisco 49ers: XXIX
- National Football Conference Championship: 1

San Francisco 49ers: 1994